# Kasteel Hertoginnedal
Het Kasteel Hertoginnedal (Frans: Château de Val Duchesse) is een kasteel in België met aangrenzende tuinen. Het ligt op de grens van de Brusselse gemeenten Oudergem en Sint-Pieters-Woluwe. Het geheel maakt deel uit van de Koninklijke Schenking.

## Geschiedenis
Het domein kent een bewogen verleden met vele eigenaarswisselingen. In de 13de eeuw stichtte de toenmalige hertogin Aleidis van Bourgondië, weduwe van de hertog van Brabant Hendrik III de Priorij Hertoginnedal in de vallei van de Woluwebeek. In dit klooster verbleef de eerste religieuze vrouwengemeenschap van de Nederlanden, die de regels van de heilige Dominicus Guzman volgde.

Tijdens de 16de-eeuwse godsdienstoorlogen liepen de gebouwen zware schade op. In 1760, onder Maria Theresia van Oostenrijk werd het geheel uitgebreid met een priorinnenkwartier in de stijl Lodewijk XVI. Dit laatste kreeg snel de huidige benaming "Kasteel Hertoginnedal". Tot aan de Franse overheersing van de Nederlanden verbleven er religieuzen. Daarna verkocht als zwart goed, vaak van eigenaar wisselend, kwam het geheel in handen van baron Charles Dietrich, die het restaureerde en uitbreidde.
In 1930 schonk hij het domein aan de Koninklijke Schenking. Het domein wordt beheerd door de stafdirectie Protocol en Veiligheid van de federale overheidsdienst Buitenlandse Zaken van België.

## Beschrijving

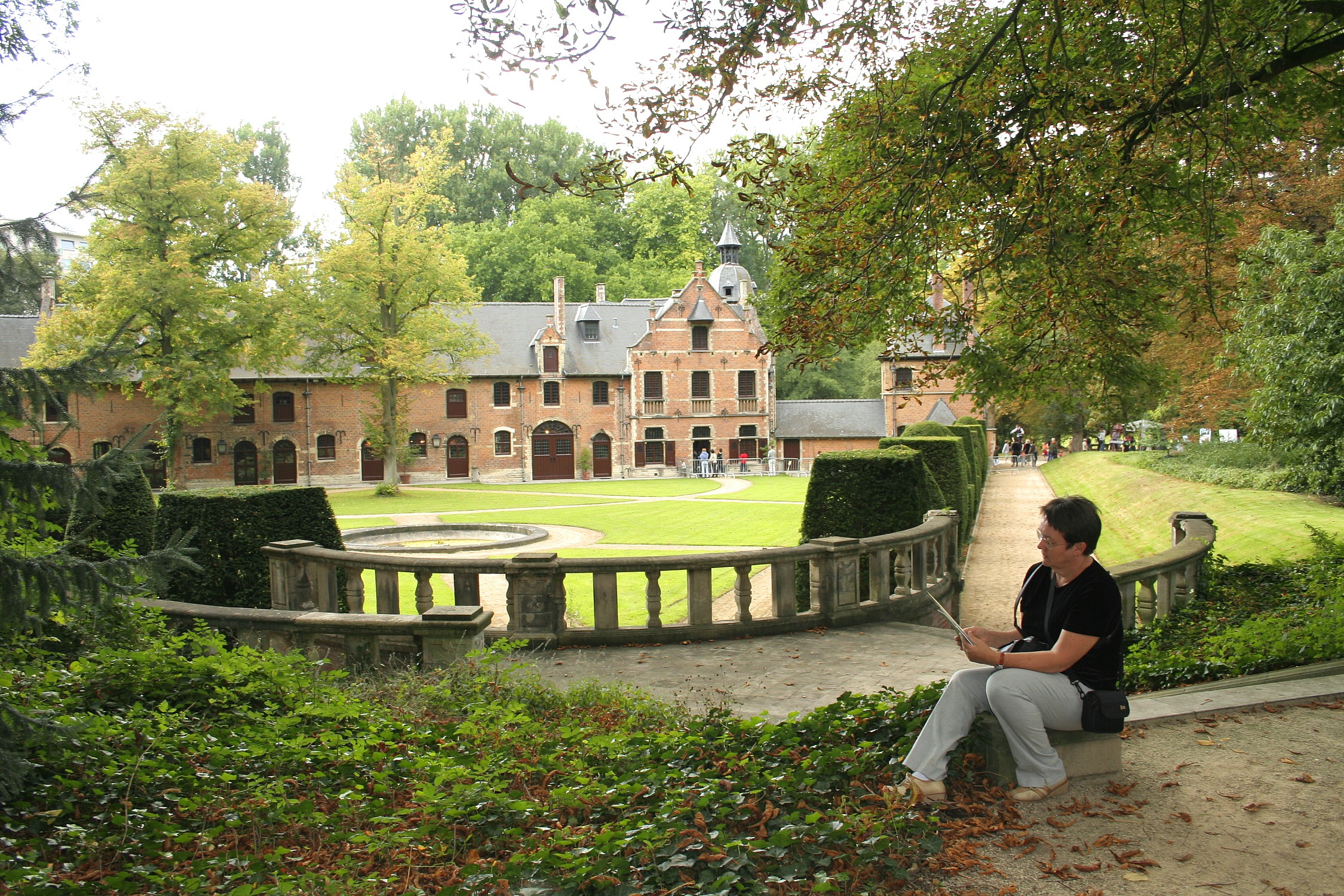
De zogenaamde priorij van Hertoginnedal, een reconstructie door Albert Roosenboom waarin een aantal oude bijgebouwen geïntegreerd zijn (1915).

Naast het kasteel bevindt zich op het domein nog een gebouw dat vaak ten onrechte als priorij of zelfs begijnhof wordt aangezien. Het is het resultaat van de heropbouw van de vroegere boerderij en stallingen. Daarvoor deed Dietrich in 1915 een beroep op de architect Albert Roosenboom.
Op een heuvel in het domein prijkt voorts de Sint-Annakapel. Dit is een van de weinige Romaanse bouwwerken in België die hun oorspronkelijke aanzicht hebben bewaard.

## Politieke gebeurtenissen

### Wieg van Europa
Van 26 juni 1956 tot 24 maart 1957 vonden in het kasteel de besprekingen plaats ter voorbereiding van het Verdrag van Rome. Officieel heette dit de Intergouvernementele conferentie over de gemeenschappelijke markt en het Euratom-verdrag. De onderhandelingen tussen zes Europese regeringen verliepen onder de leiding van Paul-Henri Spaak. Ze resulteerden in de Verdragen van Rome, die de basis vormen van de huidige Europese Unie.

### Belgische politiek
Het domein is in het Belgische politieke milieu bekend vanwege de besloten vergaderingen om een nieuwe Belgische regering te vormen en om communautaire knopen te ontwarren.
In de jaren 60 schreef men er Belgische communautaire geschiedenis. De destijds rooms-rode regering met Théo Lefèvre en Spaak werkte er een Belgisch taalcompromis uit. De alzo ontstane taalwetten van 1963 regelden het taalgebruik in bestuurszaken en legde de bestuurlijke opdeling van het arrondissement Brussel vast.
Premier Jean-Luc Dehaene liet in de jaren 90 vele onderhandelingen plaatsvinden op het domein. Hij verkoos vanaf 1992 ook de St.-Annapriorij, gelegen in de schaduw van Hertoginnedal, voor de wekelijkse vrijdagvergadering van de ministerraad, in plaats van de Wetstraat 16 in het centrum van Brussel.
Op 16 juli 2007 startte ook formateur Yves Leterme er met besprekingen om een nieuwe Belgische federale regering te vormen. Zo kon de beslotenheid van het kasteel bijdragen tot de vereiste discretie bij de oranje-blauwe regeringsonderhandelingen. Publicist Hugo De Ridder beschreef in zijn boek Sire, geef mij honderd dagen de aantrekkingskracht van kastelen voor dergelijke activiteiten: "Het kasteel met zijn vele ruimtes, de ongedwongen sfeer, de zetels bij het haardvuur, de lange wandelingen door het Park, blijken uitermate geschikt om politiek moeilijke knopen te ontwarren."
In januari 2025 wou formateur Bart De Wever naar Hertoginnedal trekken voor de finale regeringsonderhandelingen tussen de N-VA, MR, Vooruit, CD&V, en Les Engagés. Omdat de verwarming kapot was, moest er uitgeweken worden naar de Koninklijke Militaire School.